# 견지
견지(見至, 산스크리트어: dṛṣṭi-prāpta, 영어: attained through insight), 견도(見到) 또는 견득(見得)은 불교의 성자들 중의 한 부류를 일컫는 말로서 신해(信解)의 상대가 되는 것으로, 다른 이 즉 선지식(善知識) 등의 말을 통해 인지한 불법(佛法: 붓다가 말씀하신 교법, 붓다의 가르침)에 대해 다시 스스로 경전과 논서를 공부하고 사유하여 결택한 후 이렇게 결택한  법 즉 가르침에 따라 바르게 수행하여 견도를 지나 수도에 든 성자를 말한다. 신해의 성자가 수도의 계위에 있는 둔근(鈍根)의 성자임에 비해 견지의 성자는 수도의 계위에 있는 이근(利根)의 성자이다.
여기서 선지식(善知識, 산스크리트어: kalyāṇamitra)이란 남녀노소와  귀천에 관계 없이 붓다의 가르침[佛法]을 말하여 불연(佛緣)을 맺게 하는 사람을 뜻한다. 특히 붓다의 가르침으로 인도하는 덕이 높은 스승이나 수행에 도움이 되는 지도자나 자신과 마음을 같이 하여 청정한 수행을 하는 이가 선지식에 속한다.
'견지'(見至) · '견도'(見到) · '견득'(見得)의 세 낱말에서 견(見)은 봄 즉 지혜 즉 반야를 뜻한다. '견지'와 '견도'라는 낱말은 반야[見]에서 반야로 이른다[至, 到]는 것으로 원인으로서의 반야를 통해 결과로서의 반야에 이른다는 것을 뜻한다. '견득'이라는 낱말은 스스로 법을 보는 것[見], 즉 지혜 즉 반야를 통해 이치를 증득[得]한다는 것을 뜻한다.
달리 말해, 수법행의 성자가 견도 16심의 최후 제16심인 도류지(道類智)에 이르면 수도에 들어가는데, 이때부터 그 성자를 더 이상 수법행이라 이름하지 않고 견지라고 이름한다.
견지(見至)는 다음의 분류 또는 체계에 속한다.
- ① 수신행 ② 수법행 ③ 신해 ④ 견지 ⑤ 신증 ⑥ 혜해탈 ⑦ 구해탈의 7성(七聖) 중의 하나이다.
- ① 수신행 ② 수법행 ③ 신해 ④ 견지 ⑤ 신증 ⑥ 가가 ⑦ 일간 ⑧ 예류향 ⑨ 예류과 ⑩ 일래향 ⑪ 일래과⑫ 불환향 ⑬ 불환과 ⑭ 중반 ⑮ 생반 ⑯ 유행반 ⑰ 무행반 ⑱ 상류반의 18유학(十八有學) 중의 하나이다.
- 18유학(十八有學)과 9무학(九無學)을 통칭하는 27현성(二十七賢聖) 중의 하나이다.

## 경론별 설명

### 중아함경
T01n0026_p0751c09║「若有比丘非俱解脫

T01n0026_p0751c10║非慧解脫，亦非身證而有見到。云何比丘

T01n0026_p0751c11║而有見到？若有比丘一向決定信佛、法、眾，

T01n0026_p0751c12║隨所聞法，便以慧增上觀、增上忍，如是比

T01n0026_p0751c13║丘而有見到。此比丘我說行無放逸，我見

T01n0026_p0751c14║此比丘行無放逸，為有何果，令我為此比

T01n0026_p0751c15║丘說行無放逸耶？或此比丘求於諸根，習

T01n0026_p0751c16║善知識，行隨順住止，諸漏已盡得無漏，心

T01n0026_p0751c17║解脫、慧解脫，於現法中自知自覺自作證成

T01n0026_p0751c18║就遊，生已盡，梵行已立，所作已辦，不更受

T01n0026_p0751c19║有，知如真。謂我見此比丘行無放逸，有

T01n0026_p0751c20║如是果。是故我為此比丘說行無放逸。
혹 어떤 비구는 구해탈도 아니요 혜해탈도 아니며 또한 신증도 아니지만 견도(見到)가 있다. 어떤 비구에게 견도가 있는가? 혹 어떤 비구는 한결같이 결정코 부처님과 법과 스님을 믿고 들은 법을 따라 곧 지혜로써 관(觀)을 왕성하게 하고 인(忍)을 왕성하게 한다. 이런 비구는 견도가 있나니, 이런 비구에게 나는 ‘방일하지 말라’고 말한다. 나는 이 비구가 방일하지 않으면 어떤 결과가 있는 것을 보기에 이 비구에게 ‘방일하지 말라’고 말하는 것인가? 만일 이 비구가 모든 근을 항복받고 선지식을 친근히 하며 이치를 따라 머무른다면 모든 번뇌가 이미 다해 번뇌가 없게 되어 마음이 해탈하고 지혜가 해탈하며 현세에서 스스로 알고 스스로 깨닫고 스스로 증득하여 성취하여 노닐게 된다. 즉 생은 이미 다하고 범행은 이미 서고 할 일은 이미 마쳐 다시는 후세의 생명을 받지 않는다는 것을 사실 그대로 알게 된다. 나는 이 비구가 방일하지 않으면 이러한 결과가 있음을 본다. 그러므로 나는 이런 비구에게 ‘방일하지 말라’고 말하느니라.

 — 《중아함경》 제51권 제195경 〈아습패경〉(阿濕貝經).  한문본 & 한글본

### 아비달마대비바사론
《아비달마대비바사론》제54권에서는 견지를 다음과 같이 정의하고 있다.
어떤 이를 견지(見至)의 보특가라라 하는가? 수법행이 도류지를 얻고서 수법행을 버리고 견지를 얻는 것이다.
【문】그는 그럴 때에 무엇을 버리고 무엇을 얻는가?
【답】 이름을 버리고 이름을 얻으며 도를 버리고 도를 얻는다. 이름을 버린다 함은 수법행의 이름을 버리는 것이요, 이름을 얻는다 함은 견지의 이름을 얻는 것이며, 도를 버린다 함은 견도를 버리는 것이요, 도를 얻는다 함은 수도를 얻는 것이다.
이 견지의 보특가라는 예류과이기도 하고 나아가 아라한향이기도 하다. 신승해처럼 그 모양을 해설해야 한다.
또한 《아비달마대비바사론》제54권에서는 견지에 대해 다음과 같이 설명하고 있다.
【문】무엇 때문에 견지(見至)라 하는가?
【답】 그는 견(見)에 의하여 견에 이르기 때문에 견지라고 한다. 견도에 속한 견에 의하여 수도에 속한 견에 이르게 되고 향도에 속한 견에 의하여 과도에 속한 견에 이르게 된다.
또 그 보특가라는 견을 우선으로 삼음으로써 마음이 3결을 벗어나기 때문에 견지라 한다.
【문】신승해도 신지(信至)라 해야 하고 견지도 견승해(見勝解)라 해야 하는데 무엇 때문에 하나는 신승해라고 하고 하나는 견지라고 하는가?
【답】 신승해를 신승해라 하는 것과 같이 견지도 견승해라고 해야 하며 견지를 견지라고 하는 것과 같이 신승해도 신지라고 해야 하는데도 그렇게 하지 않은 것은 다른 모양[異相]과 다른 문[異門]으로 법을 말하여 모든 지혜로운 자들이 좋아하며 받아 지니게 하여 서로 뒤섞이거나 어지럽지 않은 것을 드러내고자 한 것이다.

### 아비달마구사론
T29n1558_p0122c12║至住果位捨得二名。謂不復

T29n1558_p0122c13║名隨信法行。轉得信解見至二名。此亦由

T29n1558_p0122c14║根鈍利差別。諸鈍根者先名隨信行今名信

T29n1558_p0122c15║解。諸利根者先名隨法行今名見至。此二

T29n1558_p0122c16║聖者信慧互增故。標信解見至名別。
그리고 과위에 머무는 단계에 이르면 두 가지의 명칭을 버리고 획득하게 된다. 즉 그 때는 더 이상 수신행 · 수법행이라고 이름하지 않으며, 신해(信解)와 견지(見至)라고 하는 두 가지 명칭을 획득하게 되는데, 이것 역시 근기가 둔하고 예리한 차별에 따른 것이다. 이를테면 온갖 둔근자를 앞에서는 수신행이라고 이름하였지만 지금 여기서는 ‘신해’라고 이름하며, 온갖 이근자를 앞에서는 수법행이라고 이름하였지만 지금 여기서는 ‘견지’라고 이름하니, 이러한 두 성자는 신(信)과 혜(慧)가 서로 증장하였기 때문에 신해와 견지라는 명칭으로 그 차별을 나타내게 된 것이다.

 — 《아비달마구사론》제23권. 한문본 & 한글본

T29n1558_p0131b24║依根不同立次二種。謂依鈍利信慧

T29n1558_p0131b25║根增如次名為信解見至。
근기가 동일하지 않음에 근거하여 그 다음의 두 종류를 설정하였으니, 이를테면 둔근과 이근에게 신근(信根)과 혜근(慧根)이 증가하였기 때문에 순서대로 ‘신해’와 ‘견지’로 이름하게 된 것이다.56)

56) 둔근인 수신행의 성자가 수도에 이르러 신(信)의 증상력으로 말미암아 무루의 정해(正解)가 나타났기 때문에 ‘신해’라고 한 것이며, 이근인 수법행의 성자가 수도에 이르러 혜의 증상력으로 말미암아 무루 정견이 나타났기 때문에 ‘견지’라고 이름하였다. 본론 권제23(p.1068)을 참조 바람.

 — 《아비달마구사론》제25권. 한문본 & 한글본

## 같이 보기
- 성자 (불교)
- 6종아라한(六種阿羅漢)
- 7성(七聖)
- 9무학(九無學)
- 18유학(十八有學)
- 27현성(二十七賢聖)
- 42현성(四十二賢聖)